# شاپرک‌های بی‌اعتنا
شاپرک‌های بی‌اعتنا (نام علمی: Oenosandridae) نام یک تیره از بالاخانواده جغدی‌واران است.